# Dutch Junior International
De Dutch Junior International is een internationaal Open jeugd badminton kampioenschap georganiseerd door de Haarlemse Badminton Club Duinwijck. Met wereldwijde deelname is dit jaarlijks terugkerende internationale evenement het meest aansprekende badminton jeugd toernooi in Nederland. Het wordt sedert 1988 in Haarlem georganiseerd in samenwerking met Badminton Nederland en vindt meestal als tandem van twee internationale jeugd toernooien plaats tezamen met de German Junior International een week later. In het huidige BWF-Junioren-Circuit geldt dit toernooi sedert 2016 als een Junior International Grand Prix behorend tot de vier meest toon aangevende open jeugd toernooien onder-19 jaar ter wereld. India, Indonesië en Duitsland organiseren de andere drie Junior Grand Prix toernooien in de hoogste categorie van de Badminton World Federation (BWF) (Badminton Wereld Federatie).

## Winnaars
| Editie | Mannenenkel                   | Vrouwenenkel             | Mannendubbel                                | Vrouwendubbel                                        | Gemengddubbel                                      |
| ------ | ----------------------------- | ------------------------ | ------------------------------------------- | ---------------------------------------------------- | -------------------------------------------------- |
| 1988   | Thomas Stuer-Lauridsen        | Aiko Miyamura            | Christian Jakobsen Thomas Stuer-Lauridsen   | Marlene Thomsen Trine Johansson                      | Johnny Sørensen Maiken Mørk                        |
| 1989   | Thomas Stuer-Lauridsen        | Aiko Miyamura            | Christian Jakobsen Thomas Stuer-Lauridsen   | Marlene Thomsen Trine Johansson                      | Christian Jakobsen Marlene Thomsen                 |
| 1990   | Steffan Pandya                | Camilla Martin           | Robert Nock Steffan Pandya                  | Masako Sakamoto Mayumi Watanabe                      | Peter Christensen Marlene Thomsen                  |
| 1991   | Martin Lundgaard Hansen       | Kristin Yunita           | Amon Santoso Hadi Sugianto                  | Alison Humby Joanne Wright                           | Simon Archer Joanne Davies                         |
| 1992   | George Rimarcdi               | Meiluawati               | Dadan Hidayat Kurnia                        | Mette Sørensen Rikke Olsen                           | Thomas Damgaard Trine Pedersen                     |
| 1993   | Michael Tedjakusuma           | Mia Audina               | Janek Roos Jim Laugesen                     | Emma Ermawati Indarti Issolina                       | Janek Roos Rikke Olsen                             |
| 1994   | Jeffer Rosobin                | Carmelita                | Jesper Mikla Lars Paaske                    | Gitte Jansson Majken Vange                           | Lars Paaske Gitte Jansson                          |
| 1995   | Yohan Hadikusumo Wiratama     | Brenda Beenhakker        | Eng Hian Karel Mainaky                      | Mette Justesen Jane Jacoby                           | Peder Nissen Mette Hansen                          |
| 1996   | Yudi Suprayogi                | Lee Kyung-won            | Endra Mulyajaya Hadi Saputra                | Donna Kellogg Joanne Wright                          | Kim Yong-hyun Yim Kyung-jin                        |
| 1997   | Keita Masuda                  | Tine Rasmussen           | Keita Masuda Tadashi Ohtsuka                | Britta Andersen Jane Jacoby                          | Ove Svejstrup Britta Andersen                      |
| 1998   | Ian Maywald                   | Ling Wan Ting            | Choi Min-ho Jung Sung-kyun                  | Kathrin Piotrowski Michaela Peiffer                  | Choi Min-ho Lee Hyo-jung                           |
| 1999   | Wiempie Mahardi               | Lee Kyung-ock            | Hendri Kurniawan Saputra Wandry Saputra     | Eny Erlangga Jo Novita                               | Heo Hoon-hoi Hwang Yu-mi                           |
| 2000   | Ardiansyah                    | Yu Jin                   | Sang Yang Zheng Bo                          | Li Yujia Zhao Tingting                               | Sang Yang Li Yujia                                 |
| 2001   | Lin Dan                       | Li Wenyan                | Sang Yang Zheng Bo                          | Zhang Yawen Zhao Tingting                            | Zheng Bo Zhao Tingting                             |
| 2002   | Chen Jin                      | Jiang Yanjiao            | Carsten Mogensen Rasmus Andersen            | Yu Yang Rong Lu                                      | Xie Zhongbo Rong Lu                                |
| 2003   | Hendra Wijaya                 | Yu Hirayama              | Jeon Jun-bum Yoo Yeon-seong                 | Yuka Hayashi Yu Wakita                               | Kimihiro Yamaguchi Yu Wakita                       |
| 2004   | Martin Bille Larsen           | Tomoko Koyanagi          | Kenichi Hayakawa Kenta Kazuno               | Miyuki Maeda Tomoko Koyanagi                         | Kenichi Hayakawa Yuko Kanamori                     |
| 2005   | Choi Sang-won                 | Julia Wong Pei Xian      | Tan Boon Heong Arif Abdul Latif             | Shizuka Matsuo Mami Naito                            | Tan Boon Heong Julia Wong Pei Xian                 |
| 2006   | Arif Abdul Latif              | Fu Mingtian              | Lim Khim Wah Mak Hee Chun                   | Yao Lei Fu Mingtian                                  | Richard Eidestedt Emma Wengberg                    |
| 2007   | Lim Fang Yang                 | Maria Febe Kusumastuti   | Subakti Fernando Kurniawan                  | Goh Liu Ying Woon Khe Wei                            | Richi Puspita Dili Viki Indra Okvana               |
| 2008   | R. M. V. Gurusaidutt          | Tee Jing Yi              | Mak Hee Chun Teo Kok Siang                  | Vivian Hoo Kah Mun Tee Jing Yi                       | Mak Hee Chun Vivian Hoo Kah Mun                    |
| 2009   | Iskandar Zulkarnain Zainuddin | Romina Gabdullina        | Berry Angriawan Muhammad Ulinnuha           | Anastasia Chervyakova Romina Gabdullina              | Muhammad Ulinnuha Jenna Gozali                     |
| 2010   | Toby Penty                    | Natalia Perminova        | Jacco Arends Jelle Maas                     | Selena Piek Iris Tabeling                            | Ng Ka Long Poon Lok Yan                            |
| 2011   | Goh Giap Chin                 | Sonia Cheah Su Ya        | Nelson Heg Wei Keat Teo Ee Yi               | Chow Mei Kuan Lee Meng Yean                          | Lee Chun Hei Virginia Yeung Yik Kei                |
| 2012   | Soong Joo Ven                 | Stefani Stoeva           | Lee Chun Hei Ram Chung Hei                  | Evgeniya Kosetskaya Viktoriia Vorobeva               | Edi Subaktiar Melati Daeva Oktaviani               |
| 2013   | Sitthikom Thammasin           | Sarita Suwanakijboriharn | Chua Khek Wei Woon Mun Choon                | Ruethaichanok Laisuan Lam Narissapat                 | Mark Lamsfuß Franziska Volkmann                    |
| 2014   | Lin Guipu                     | Qin Jinjing              | Johannes Pistorius Marvin Emil Seidel       | Marsheilla Gischa Islami Rahmadhani Hastiyanti Putri | Yonny Chung Ng Tsz Yau                             |
| 2015   | Cheam June Wei                | Saena Kawakami           | Kenya Mitsuhashi Yuta Watanabe              | Nami Matsuyama Chiharu Shida                         | Tan Jinn Hwa Goh Jin Wei                           |
| 2016   | Lee Zii Jia                   | Natsuki Nidaira          | Hiroki Okamura Masayuki Onodera             | Nami Matsuyama Sayaka Hobara                         | Hiroki Okamura Nami Matsuyama                      |
| 2017   | Ching Chi-teng                | Yeo Jia Min              | Su Li-wei Ye Hong-wei                       | Kim Min-yi Seong Ah-yeong                            | Sung Seung Na Seong Ah-yeong                       |
| 2018   | Kunlavut Vitidsarn            | Wang Zhiyi               | Liang Weikeng Shang Yichen                  | Pearly Koong Le Tan Toh Ee Wei                       | Guo Xinwa Liu Xuanxuan                             |
| 2019   | Liu Liang                     | Han Qianxi               | Di Zijian Wang Chang                        | Nita Violina Marwah Putri Syaikah                    | Daniel Marthin Nita Violina Marwah                 |
| 2020   | Christo Popov                 | Saifi Rizka Nurhidayah   | Muhammad Rayhan Nur Fadillah Rahmat Hidayat | Lanny Tria Mayasari Jesita Putri Miantoroh           | Teges Satriaji Cahyo Hutomo Indah Cahya Sari Jamil |

## Weblinks
- http://www.dutchjunior.com/
- https://web.archive.org/web/20190516195514/http://archiv.badminton.de/Dutch-Juniors-U19.443.0.html